# Molinos de Duero
Molinos de Duero est une commune espagnole de la province de Soria en Castille-et-León.